# 噴流
噴流（ふんりゅう、英: jet flow）とは、速度を持った流体が小さな孔から空間中にほぼ一方向の流れとなって噴出する現象である。ジェットとも呼ばれる。
例として、
- 噴水
- ノズルなどから噴出される水
- ジェット推進
- 空調機吹き出し口からの空気
- 煙突やエンジンからの排気
- 火山火口からの固体粒子を含む噴煙

など、数多くの例を見ることができる。
噴流は、
- 自由噴流
- 壁面噴流
- 衝突噴流

などに分類される。
噴流の工学的応用には
- ジェットポンプ
- エアレーション
- ウォータージェット

などがある。